# Francisco Cassiani
Francisco Cassiani Gómez (Arboletes, 24 aprile 1968) è un ex calciatore colombiano, di ruolo difensore.